# Mourning Becomes Electra
Mourning Becomes Electra (br: Electra de Luto) é um filme norte-americano de 1947, baseado na peça de Eugene O'Neil do mesmo nome. Dirigido e produzido por Dudley Nichols, tem no elenco Rosalind Russell, Michael Redgrave, Katina Paxinou e Kirk Douglas, entre outros.
O roteiro é baseado na peça homônima de Eugene O'Neill que por sua vez é inspirada na trilogia Oréstia, de Ésquilo, ambientada para a Nova Inglaterra durante a Guerra de Secessão. A primeira peça (The Homecoming, baseada em Agamemnon, na Orestia) narra o retorno do general Ezra Mannon Agamemnon, na Orestia) da guerra de secessão (guerra de Tróia) para sua mansão, onde encontrará sua esposa adúltera Christine (Clitemnestra) e a filha Lavínia (Electra). A segunda peça (The Hunted – Coéforas) narra o retorno do irmão de Lavínia, Orin (Orestes), e sua partida para vingar a morte do pai. A terceira peça (The Haunted – Eumênides). 

## Elenco
- Rosalind Russell… Lavínia
- Michael Redgrave… Orin
- Raymond Massey… Ezra Mannon
- Katina Paxinou… Christine
- Leo Genn… Adam
- Kirk Douglas… Dudley Nichols